# Sebastiano Spoto Puleo
Sebastiano Spoto Puleo (Francofonte, 20 gennaio 1940) è un politico italiano.

## Biografia
Sebastiano Spoto Puleo nacque a Francofonte il 20 gennaio 1940 da Giuseppina Santagati e da Gaetano Spoto Puleo, noto avvocato, che avviò la propria carriera forense a Roma dove si era laureato, divenendo successivamente podestà del paese natale nel 1929.
Si laureò in Giurisprudenza nel 1963 presso l'Università di Catania e poi si abilitò alla professione di avvocato.
Eletto nel consiglio comunale di Francofonte nel 1964, divenne sindaco nel 1967, poi consigliere provinciale e dopo Presidente dell'Amministrazione provinciale di Siracusa. Fu poi deputato nella X e XI legislatura dell'Assemblea regionale siciliana, eletto nel collegio di Siracusa con 35611 voti di preferenza su 102890 di lista. Era iscritto al gruppo Democrazia Cristiana. Ricoprì anche altre cariche: Assessore Regionale Agricoltura e foreste (dal 21 dicembre 1993 al 16 maggio 1995), Assessore Regionale Turismo, comunicazioni e trasporti (dal 26 maggio 1993 al 21 dicembre 1993), componente della Commissione "III - Attività Produttive" (dal 27 settembre 1991 al 26 maggio 1993) e deputato segretario (dal 25 luglio 1991 al 26 maggio 1993).
Tra i molteplici incarichi, fu componente del direttivo dell'Ente di sviluppo agricolo e presidente dell'ATO Catania Ambiente S.p.A.

## Vita privata
Dirige l'azienda agrumicola di famiglia. È stato più volte presidente del Rotary club Lentini e Catania Est.
Sposato con Mirella il 6 luglio 1963, è  padre di tre figli: Gioi, Ilaria (con un figlio: Manfredi) e Gaetano (con due figlie: Beatrice ed Eugenia)